# Licaria phymatosa
Licaria phymatosa är en lagerväxtart som beskrevs av Lorea-hern.. Licaria phymatosa ingår i släktet Licaria och familjen lagerväxter. Inga underarter finns listade i Catalogue of Life.